# Liudvikas Jakavičius
Liudvikas Jakavičius (22 tháng 6 năm 1871 – 20 tháng 8 năm 1941) là một nhà văn, nhà báo, nhà xuất bản, đạo diễn nhà hát, chủ ngân hàng và nhà quý tộc. Ông sinh tại Akmene (Litva) và mất tại Anyksciai (Litva). Ông kết hôn với Honorata Grimalauskaitė-Jakavičienė, một nữ quý tộc và nhân vật công chúng người Litvan - Ba Lan. Cha của Honorata là Juozas Grimalauskas, một công tước Litvan - Ba Lan giàu có, có mối quan hệ gần gũi với Triều đại Drucki - Lubecki, Gia đình Hoàng gia của hoàng tộc xưa của Druckiai (Belarus), gia đình chính trị của Gia đình Hoàng gia Litva (Nhà Gediminas), gia đình chính trị của Gia đình Hoàng gia Ba Lan-Litva (Nhà Jagiellon) và là người sáng lập Ngân hàng Quốc gia Ba Lan. Liudvikas và Honorata có năm người con (Gražina; Liudas; Donatas Bronislovas, Juozas và Artūras), tất cả năm người con này đều là nghệ sĩ âm nhạc và sân khấu.

## Công trình nổi bật nhất
- 1905 - Lietuvių naminis draugas
- 1907 - Juokdarys
- 1907 - Juokų kalendorius
- 1909 - Artistų patarėjas
- 1909 - Juokai be pinigų
- 1924 - Teismas

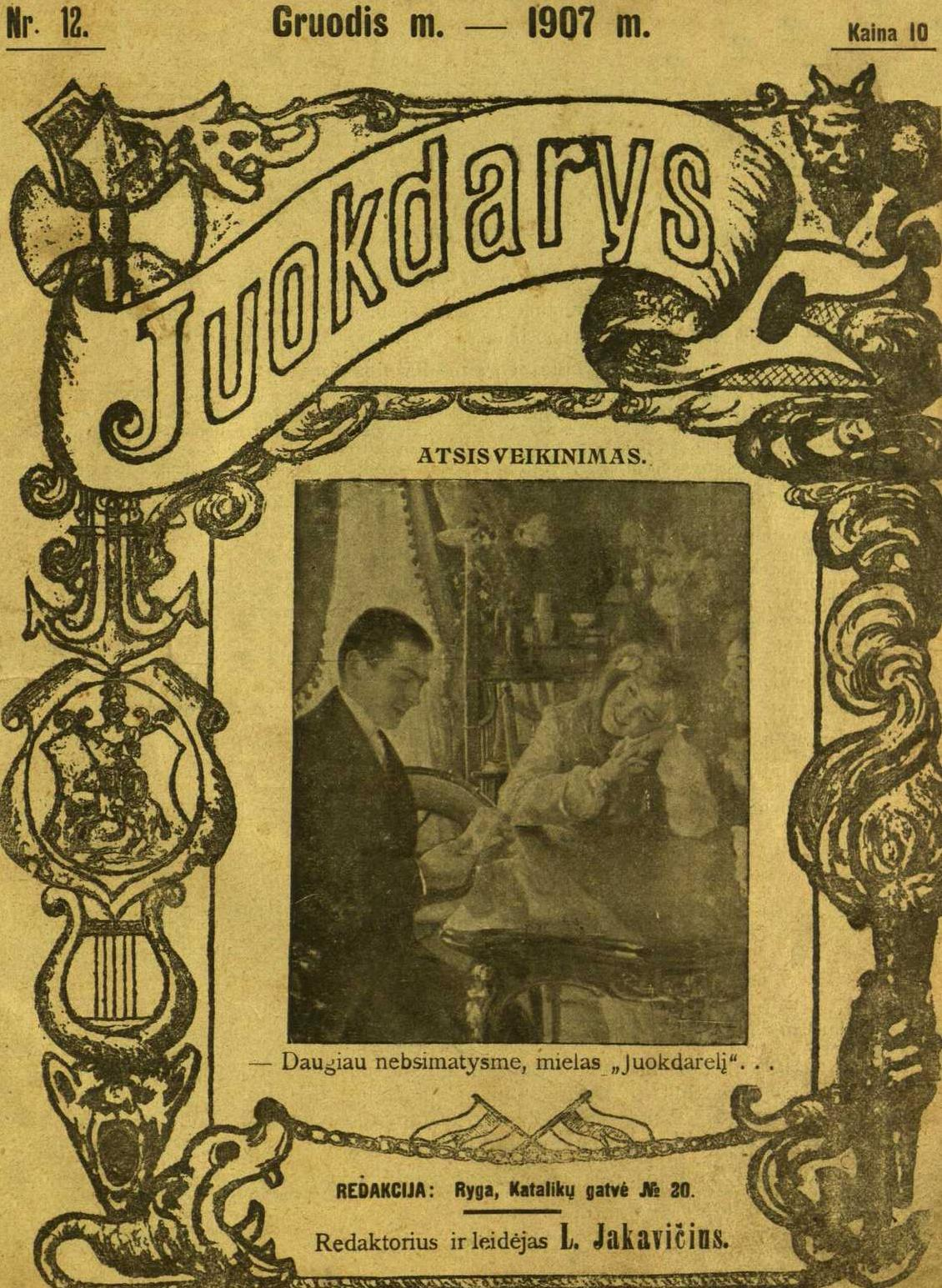
Cuốn sách do Liudvikas Jakavičius viết - Lietuvanis năm 1907.

- 1927 - Linksmųjų monologų pasakotojas
- 1927 - Džiaugsmas per ašaras
- 1929 - Juokų milteliai: linksmūs vakarėliams paįvairinti kupletai su gaidomis
- 1929 - Meilės ir tarnybinių laiškų
- 1932 - Ką turi žinoti jauna mergaitė prieš ištekėsiant
- 1936 - Linksmų valandų dainelės
- 1939 - Lietuvos dievai

## Liên kết mở rộng
- Works of Liudvikas Jakavicius (Lietuvanis) at epaveldas.lt (digital library of the Martynas Mazvydas National Library of Litva)